# Cerebratulus magneticus
Cerebratulus magneticus är en djurart som tillhör fylumet slemmaskar, och som beskrevs av Gibson 1981. Cerebratulus magneticus ingår i släktet fläsknemertiner, och familjen Cerebratulidae. Inga underarter finns listade i Catalogue of Life.